# Paulo Gil
Paulo Gil, nome artístico de Gil Costa Filho (Salvador, 6 de agosto de 1935 — Rio de Janeiro, 10 de outubro de 2012) foi um comunicador brasileiro de rádio e televisão.

## Biografia
Foi um dos apresentadores do Tele Globo, o primeiro telejornal da TV Globo, que entrou no ar no dia da inauguração da emissora, a 26 de abril de 1965. Com o fim do programa no primeiro semestre de 1966, Paulo Gil passou a apresentar o Ultranotícias, telejornal substituto do Tele Globo, patrocinado pela Ultralar e Ultragás.
Trabalhou como apresentador de outros telejornais na década de 80, como o BATV (jornalístico regional da TV Bahia, afiliada da Rede Globo), e na extinta TV Rio.
Nos últimos anos de vida, Paulo Gil realizou trabalhos esporádicos como locutor no Rio de Janeiro, além de dar cursos voltados para as áreas de apresentação de TV e locução..
Faleceu em 10 de outubro de 2012, de enfarte, no Rio de Janeiro.